# Перепелица, Феодора Ивановна
Феодора Ивановна Перепелица (22 марта 1907, Козырщина, Новомосковский район — 30 мая 1990, Свечановка, Днепропетровская область) — передовик советского сельского хозяйства, звеньевая колхоза «Згода» Перещепинского района Днепропетровской области, Герой Социалистического Труда (1948).

## Биография
Родилась 22 марта 1907 года в селе Козырщина (ныне Новомосковского района Днепропетровской области) в украинской крестьянской семье.
Окончила обучение в двух классах сельской школы. В 15 лет начала трудовую деятельность в сельском хозяйстве. После организации коллективного хозяйства стала колхозницей.
С 1941 по 1943 годы проживала на оккупированной территории. После освобождения села вновь стала работать в колхозе «Згода».
В 1947 году добилась высоких производственных результатов, собрав урожай пшеницы в 31,09 центнера с гектара на площади 10 гектаров.
Указом Президиума Верховного Совета СССР от 16 февраля 1948 года за получение высоких показателей в сельском хозяйстве и рекордные урожаи зерновых Феодоре Ивановне Перепелице было присвоено звание Героя Социалистического Труда с вручением ордена Ленина и медали «Серп и Молот».
Проживала в селе Свечановка Новомосковского района. Умерла 30 мая 1990 года.

## Награды
- Медаль «Серп и Молот» (16.02.1948);
- орден Ленина (16.02.1948);
- другие медали.